# Serge de Radonège
Serge de Radonège (Сергий Радонежский), né le 3 mai 1314 (selon d'autres sources, 1322) et mort le 25 septembre 1392, est un saint orthodoxe, l’un des saints les plus populaires de la Russie.
Il fut un grand spirituel et réformateur monastique, thaumaturge et protecteur de la Russie médiévale.

## Éléments biographiques

### Enfance

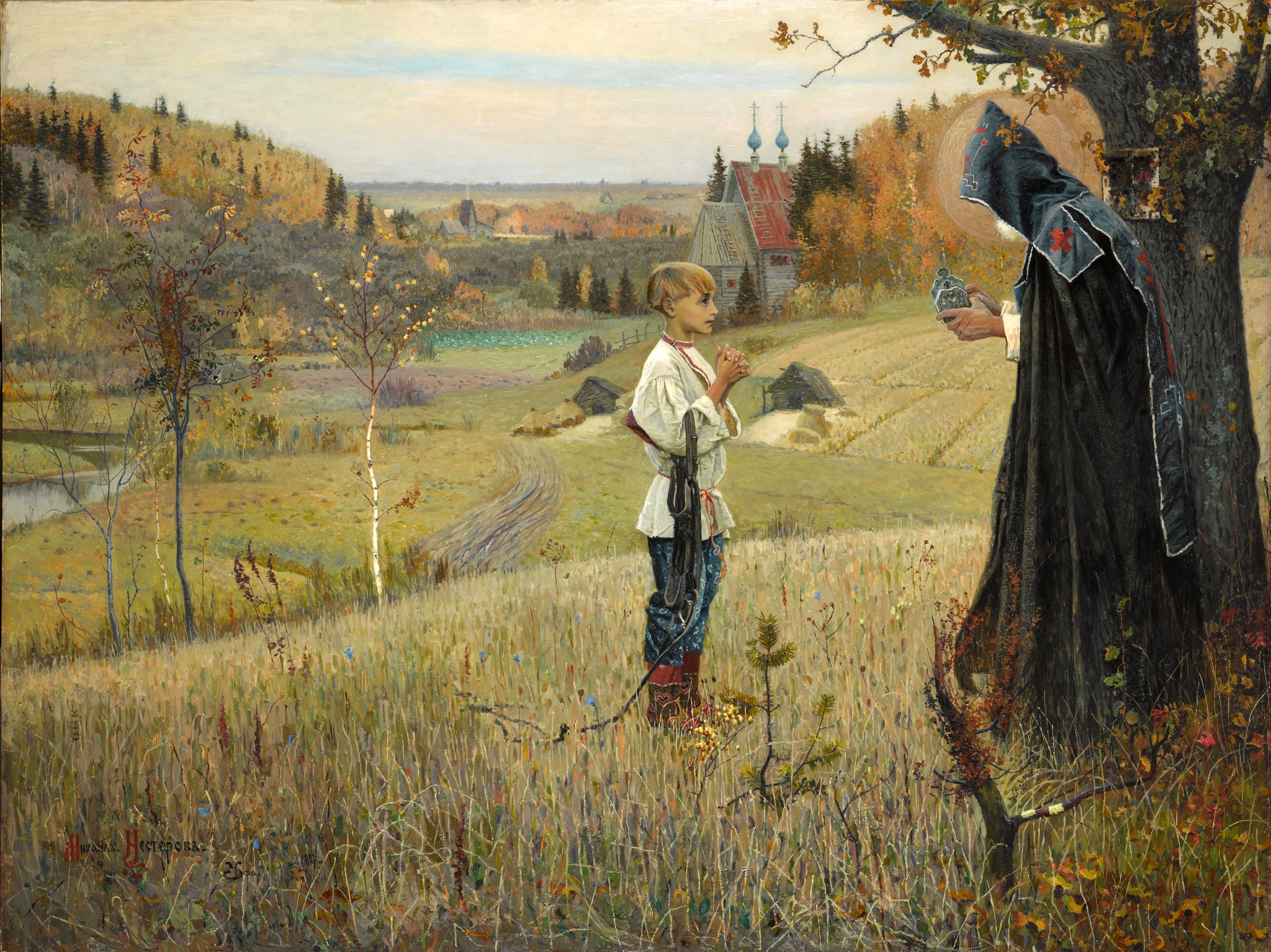
Rencontre de Barthélémy avec le moine, par Mikhaïl Nesterov (1890).

Il naît le 3 mai 1314 (selon d'autres sources, 1322) à Varnitsa, près de la ville de Rostov.
Ses parents, Cyrille et Marie, issus de la noblesse, le prénommèrent Bartholomée, du nom de l’apôtre. Lorsqu'il eut sept ans, on envoya l'enfant étudier. Or contrairement à ses frères Étienne et Pierre qui apprenaient bien, Barthélémy éprouvait des difficultés. Un jour que son père l'avait envoyé au champ chercher des chevaux, il aperçut un moine âgé sous un chêne, qui priait. S'approchant et attendant la fin de la prière du starets, il lui demanda de prier pour qu’il arrive à étudier normalement, puis Barthélémy l'invita à la maison de ses parents. Le moine pria pour lui, puis l’assura qu’à compter de ce jour, il saurait étudier. Le soir même, il lut l’office des heures, il avait moins de dix ans. Le starets avant de se séparer d'eux, dit ces paroles énigmatiques : « Cet enfant va devenir la demeure de la Sainte Trinité, et amènera une multitude à la compréhension de Sa volonté ». Il fréquenta assidûment les offices de l’Église, et se mit à lire la Bible. À partir de l’âge de douze ans, il commença à suivre rigoureusement les jeûnes du mercredi et du vendredi. Vers 1328, sa famille quitta la région de Rostov pour s’installer à Radonège, au nord de Moscou.

### Ermite
Alors que ses frères s’étaient mariés, Barthélémy resta célibataire, exprimant son désir de devenir moine. Après le décès de ses parents, son frère aîné, veuf, devint moine au monastère de Khotov. Barthélémy, qui souhaitait une profonde solitude, convainquit Étienne de rechercher un endroit qui conviendrait à la vie ascétique. Ils cheminèrent dans les forêts, puis trouvèrent un endroit approvisionné en eau et éloigné des chemins battus, à dix verstes de Radonège et de Kotov. Là, ils bâtirent une cabane, avec une chapelle qu’ils dédièrent, en se rappelant les paroles du starets, à la Sainte Trinité, ce qui était une innovation. C’est là qu’il reçut la tonsure monastique avec le nom de « Serge ». Il avait alors vingt-quatre ans (1337). Son frère Étienne quant à lui, partit peu de temps après au monastère de la Théophanie de Moscou.
Serge demeura ermite dans cette solitude durant trois ans, avec pour seuls livres le psautier et les Évangiles, et pour seul voisinage les animaux sauvages de cette forêt, au nombre desquels les loups et ours n’étaient pas rares.
Un de ces ours devint d’ailleurs un habitué de l’ermitage, Serge lui donnant un peu de son pain de temps à autre.

### Le monastère

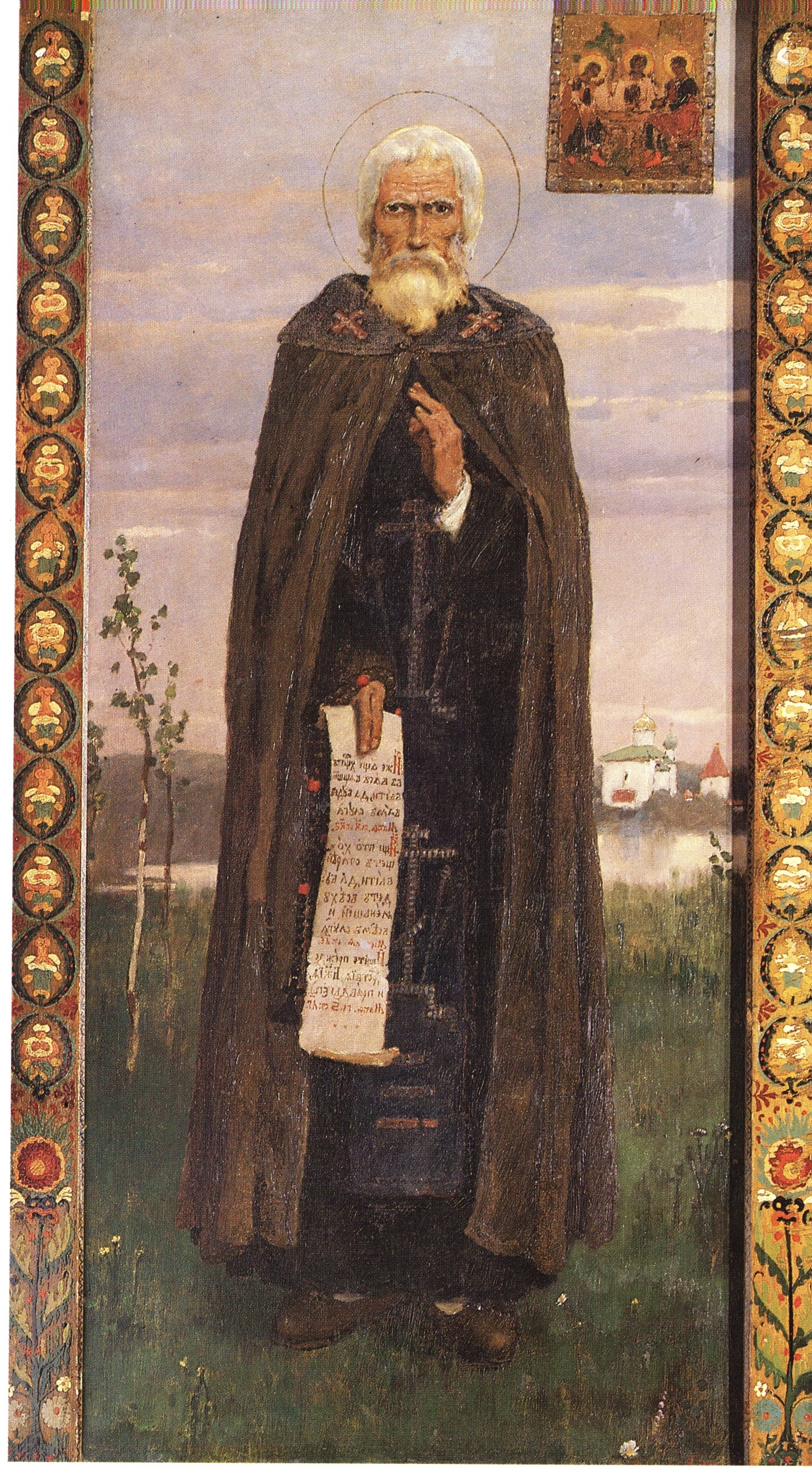
Saint Serge de Radonège devant son monastère, avec l’icône de la Trinité

Au bout de ces trois ans, d’autres personnes se mirent à le rejoindre, attirés par sa réputation naissante de père spirituel expérimenté . Les offices des heures étaient quotidiennement célébrés dans la chapelle, mais comme aucun des moines n’était prêtre, ils devaient en faire venir un pour la célébration de la Divine Liturgie.
En 1354, Serge fut ordonné prêtre, et devint officiellement higoumène de la petite communauté.
Quoique leur niveau de vie frôlât souvent la misère, Serge ne permettait pas que les moines fassent de collectes pour leurs besoins, les frères devant en tout se confier à Dieu.
À la demande expresse du Patriarche Philotée de Constantinople, il organisa la petite communauté (qui jusqu’à ce jour était constitué de cellules indépendantes) en un véritable monastère, avec une règle adaptée de celles des Studites. La communauté, d’une douzaine de membres, augmenta rapidement. À la suite d'un début de révolte contre son autorité - qui était cependant modérée - , Serge laissa le monastère et s’installa à Kirjatch, malgré les tentatives du Métropolite Alexis de le ramener au monastère de la Trinité.

### Serge et la Russie
Alors que la Russie était envahie par les Tatars, Serge participa à des missions « politiques » pour favoriser un relèvement de la nation russe.
Il avait aussi fait de son monastère un centre intellectuel, doté d’une bonne bibliothèque.
En 1380, le prince Dimitri Donskoï interrogea Serge, pour lui demander s’il devait entrer en résistance contre l’envahisseur. Le moine l’engagea à défendre son peuple et le bénit. Au moment de la bataille de Koulikovo, qui fut le commencement de la délivrance de la Russie, Serge priait.

#### L'aube de la Russie moscovite
Serge de Radonège († 1392) et André Roublev (v. † 1430) sont connus de tous ceux qui s'intéressent à la spiritualité et à l'art sacré russes. Réformateur de la vie religieuse, saint charismatique protecteur de l'orthodoxie et de la dynastie moscovite, Serge est surtout le fondateur de l'abbaye (Laure) de la Trinité qui, depuis 1342, est l'un des cœurs battants de l'identité russe. C'est pour l'ornementation de l'abbatiale du monastère, construite entre 1422 et 1427, que Roublev peignit la fameuse icône de la Trinité, sans doute l'image russe médiévale la plus diffusée dans le monde. « Pour comprendre la Russie, il faut comprendre la Laure, pour pénétrer dans la Laure, il faut étudier avec la plus grande attention son fondateur » écrivait en 1919, Pavel Florenskij, intellectuel et religieux, moine et ingénieur, mystique défenseur d'une idéale synthèse entre cénobitisme et communisme. Il ajoutait que si la fameuse icône de la Trinité est, certes, due au pinceau de Roublev, son véritable auteur est Serge, qui a su régénérer le mouvement monastique en Russie.

### Derniers mois et décès
Quelques mois avant la fin de sa vie, Serge se désengagea de l’higouménat et de la « vie publique » pour se consacrer à nouveau à la prière dans la solitude.
Il mourut le 25 septembre 1392.

## Postérité
Saint Serge fut canonisé en 1452.
Il est fêté dans l’Église orthodoxe le 8 octobre.
Le monastère de la Trinité prit par la suite le nom de laure de la Trinité-Saint-Serge et demeura un foyer de spiritualité, même durant la période soviétique.
L’Institut de théologie orthodoxe de Paris et l'ordre de Saint-Serge sont placés sous le patronage de saint Serge.